# Transmission de la connaissance
La transmission de la connaissance est un des processus liés à l'éducation et à la gestion de la connaissance qui couvre aussi le transfert de compétences. 
Comme la connaissance est une valeur, sa transmission doit être encadrée. L'intelligence économique définit les processus validés de cette transmission.

## Contexte
Les connaissances sont acquises par une variété de processus cognitifs: perception, apprentissage, raisonnement, mémoire, expérience, témoignage. Ces processus sont étudiés par les sciences cognitives, par l'anthropologie de la connaissance, par la philosophie, par les sciences de l'éducation, quels que soient leurs principes d'explication. À ceux-ci s'ajoutent les méthodes employées spécifiquement par les sciences, qui sont étudiées par l'épistémologie et l'histoire des sciences.
L'importance accordée à la connaissance distingue l'humanité des autres espèces animales, quoique la primatologie démontre l'existence de savoirs acquis et transmis chez les grands singes, entre autres. Toutes les sociétés humaines acquièrent, préservent et transmettent un nombre substantiel de savoirs, notamment grâce au langage. Dans les civilisations, l'accumulation et la diffusion des connaissances a été multipliée au moyen de l'écriture. Au cours de l'histoire, l'humanité a développé une variété de techniques destinées à préserver, transmettre ou élaborer des connaissances, comme l'école, les encyclopédies, la presse écrite, ou les ordinateurs.
Cette importance va de pair avec une interrogation sur la valeur de la connaissance. Plusieurs sociétés et mouvements religieux, politiques ou philosophiques ont considéré, ou considèrent, que l'accroissement des connaissances, ou leur diffusion, n'était pas une bonne chose en soi, ou devait être limité; à l'inverse, d'autres ont créé des institutions visant à leur préservation, leur accroissement ou leur diffusion. Il existe également des débats sur les valeurs respectives de différents types ou domaines de connaissance.

## Transmission de la connaissance
Dans les sociétés contemporaines, qu'elles soient démocratiques ou non, la diffusion ou au contraire la rétention des connaissances, mais aussi de fausses connaissances (ou désinformation) joue un rôle politique majeur et est une source de pouvoir. Ce rôle explique pourquoi la propagande et les pseudo-sciences, qui sont des tentatives de présenter comme connaissances des choses qui n'en sont pas, sont répandues. Ceci confère une importance particulière aux sources supposées de connaissances, comme les médias, et à leurs véhicules, comme internet.
L'acquisition de connaissance participe à la mobilité sociale. Lorsque, grâce aux connaissances qu'il a acquises, un individu d'une catégorie sociale inférieure réussit à gravir les échelons de la société par la reconnaissance professionnelle et personnelle qu'il en tire, le gain pour lui est rarement négligeable.
Pour l'anthropologie sociale, la construction des sociétés humaines ne pourrait se faire sans la transmission, et donc sans un langage. Une société humaine met en commun les expériences de ses individus, par le biais du langage qui lui permet de défier à la fois l'espace et le temps.
On doit enfin évoquer le fait que l'acquisition des connaissances n'est pas infinie, et s'accompagne nécessairement d'oublis, et éventuellement de redécouvertes. Les civilisations, même les plus avancées, peuvent régresser et ne plus être capables d'activités connues dans le passé. Ainsi, certains lettrés grecs et romains pouvaient lire l'écriture égyptienne, dont la compréhension a été totalement perdue jusqu'à Champollion. Autre exemple: il est possible qu'aujourd'hui la modernisation de l'agriculture entraîne l'oubli complet de techniques traditionnelles du jardinage. 

### La parole ou la transmission orale
Alors qu'aujourd'hui, dans les pays dits développés, l'écrit prédomine, c'est par l'oralité que l'essentiel de la transmission de l'ensemble des connaissances et des savoir-faire techniques s'est opérée dans l'histoire de l'humanité. Ainsi les premiers récits mythiques et fondateurs se transmettent oralement : Il est très probable qu'Homère n'a fait, pour l'Iliade et l'Odyssée, que retranscrire des récits oraux anciens.
Cette transmission orale a prévalu jusqu'à une période récente. Le rapport avec le sacré évoqué précédemment n'y est pas étranger. Les pythagoriciens partagent avec les druides celtes la pratique de l'initiation où est dispensé un enseignement strictement oral et secret. Les écoles compagnonniques issues des bâtisseurs de cathédrales en sont les héritières. Les maîtres-ouvriers ne tiennent pas leur savoir des livres.
Pour transmettre -par delà l'espace et par delà le temps à des populations plus ou moins bien formées- l'oral et la mémoire sont peut-être plus puissants que toute écriture et tout support matériel périssable. Le succès du procédé semble montrer qu'il fonctionne et joue le rôle de « passeur de mémoire » malgré les limites qu'on leur prête volontiers aujourd'hui. (Voir Fanch Postic, Les passeurs de mémoire).
À la parole est souvent associé la transmission par des moyens kinesthésiques : montrer et expliquer un "tour de main", un service au tennis, un arpège en guitare...
La parole reste encore de nos jours un moyen utile et nécessaire pour accéder à des formes de connaissance : 
- en psychologie : à la suite d'accidents graves ou d'attentats,
- en démocratie : donner la parole à la minorité,
- etc.

### L'écrit
La formalisation des connaissances par l'écrit permet de générer un état du savoir.
L'écriture modifie, voire affranchit de, la relation inter-individuelle posée en termes « de maître et d'apprenti ». Elle démultiplie les possibilités de partage, de transmission et de conservation des connaissances. Durant l'Antiquité, la bibliothèque d'Alexandrie se veut être la représentation quasi mythique - le Mouseion (ou le musée) comme on le dit alors - de l'ensemble de la connaissance de l'humanité : Tout chercheur du monde antique peut y mener ses recherches dans la langue grecque où la plupart des ouvrages étaient traduits. Ce trésor inestimable a malheureusement disparu.
L'imprimerie constitue une nouvelle étape importante : Elle multiplie aisément le nombre d'exemplaires d'un même ouvrage et rend l'accès aux connaissances possible à un nombre toujours plus grand de personnes.
Aujourd'hui, les NTIC avec la promotion du support électronique, la numérisation des ouvrages et l'internet, autorisent une accessibilité plus directe, plus universelle et moins coûteuse aux connaissances. Et détruisent de surcroit la frontière existante jusque-là entre le statut d'auteur et celui de lecteur.

### L'école
Les lois Jules Ferry (l'école gratuite, laïque et obligatoire) ont permis l'alphabétisation de la population française et, au-delà, le partage par tous d'un minimum de connaissances communes. 
Le débat récurrent sur l'école et le contenu de l'enseignement - S'agit-il d'enseigner de « l'Instruction publique » ou de « l'Éducation nationale » ? - montre la difficulté qu'il y a pour une société à s'accorder sur ce que recouvrent les dites "connaissances". Cela conduit parfois jusqu'à une remise en question profonde du système éducatif moderne qui peut être accusé : 
- de "faire des têtes remplies de connaissances inutiles" mais non "bien faites"[3].
- ou encore de fabriquer des consommateurs passifs et non des citoyens doués de raison et de sens critique[4].

Edgar Morin a proposé, sur la demande de l'UNESCO, d'enseigner les sept savoirs nécessaires à l'éducation du futur : 
1. Les cécités de la connaissance : L'erreur et l'illusion,
2. Les principes d'une connaissance pertinente,
3. Enseigner la condition humaine,
4. Enseigner l'identité terrienne,
5. affronter les incertitudes,
6. Enseigner la compréhension
7. L'éthique du genre humain.